# Oblast (Ukraine)
L'oblast est une collectivité territoriale ukrainienne.
L'Ukraine est sous-divisée en 24 oblasts (en ukrainien : singulier : область, oblast ; pluriel : області, oblasti), une république autonome (автономна республіка, avtonomna respublika) et deux villes à statut spécial (singulier : місто зі спеціальним статусом, misto zi spetsial'nym statusom).
Chaque oblast est dirigé par un gouverneur, et dispose d’une assemblée élue, le conseil d'oblast (обласна рада, oblastna rada) : liste des dirigeants actuels des régions ukrainiennes.
La plupart des oblasts de l'Ukraine sont nommés d'après leurs centres administratifs respectifs, qui sont aussi la ville la plus grande et la plus développée dans une région donnée. Chaque région se compose généralement d'environ un à deux millions de personnes, variant entre, pour le plus bas, 904 000 dans l'oblast de Tchernivtsi à, pour le plus élevé, 4,4 millions dans l'oblast est de Donetsk. 
Chaque oblast est généralement subdivisé en environ une vingtaine de raïons (moyenne qui peut varier de 11 pour l'oblast de Tchernivtsi à 27 pour les oblasts de  Kharkiv et Vinnytsia).[Passage à actualiser]
La Crimée n'est pas un oblast, mais une république autonome ukrainienne illégalement annexée par la Russie en février 2014 lors d'un référendum rejeté par la communauté internationale. 

## Liste

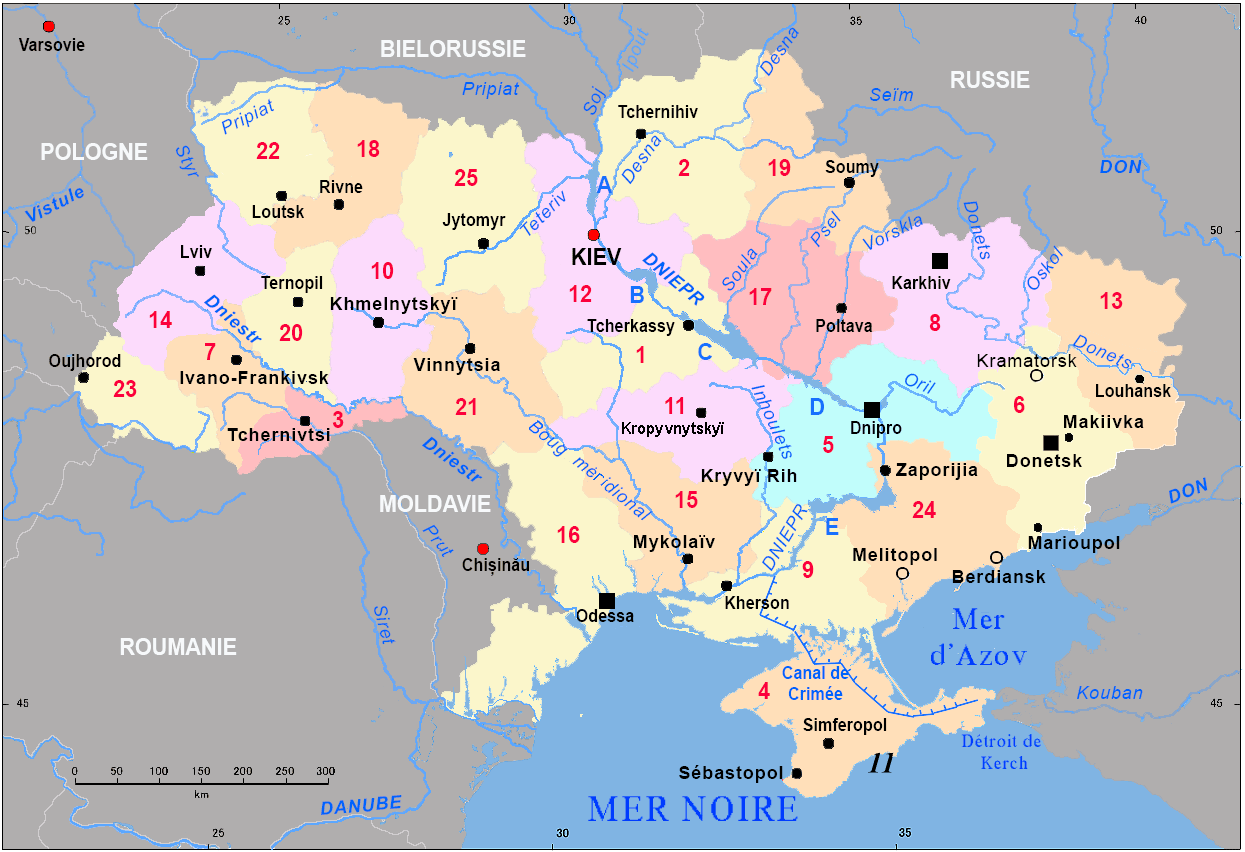
Carte des oblasts d'Ukraine avec la région autonome de Crimée (4).

| No | Nom                                     | Nom en ukrainien          | Superficie (km2) | Population 2021 |
| -- | --------------------------------------- | ------------------------- | ---------------- | --------------- |
| 5  | Oblast de Dnipropetrovsk (c.l. Dnipro)  | Дніпропетровська область  | 31 914           | 3 142 035       |
| 6  | Oblast de Donetsk                       | Донецька область          | 26 517           | 4 100 280       |
| 7  | Oblast d'Ivano-Frankivsk                | Івано-Франківська область | 13 928           | 1 361 109       |
| 25 | Oblast de Jytomyr                       | Житомирська область       | 29 832           | 1 195 495       |
| 8  | Oblast de Kharkiv                       | Харківська область        | 31 415           | 2 633 834       |
| 9  | Oblast de Kherson                       | Херсонська область        | 28 461           | 1 016 707       |
| 10 | Oblast de Khmelnytskyï                  | Хмельницька область       | 20 645           | 1 243 787       |
| 12 | Oblast de Kyiv                          | Київська область          | 28 131           | 1 788 530       |
| 11 | Oblast de Kirovohrad                    | Кіровоградська область    | 24 588           | 920 128         |
| 13 | Oblast de Louhansk                      | Луганська область         | 26 684           | 2 121 322       |
| 14 | Oblast de Lviv                          | Львівська область         | 21 833           | 2 497 750       |
| 15 | Oblast de Mykolaïv                      | Миколаївська область      | 24 598           | 1 108 394       |
| 16 | Oblast d'Odessa                         | Одеська область           | 33 310           | 2 368 107       |
| 17 | Oblast de Poltava                       | Полтавська область        | 28 748           | 1 371 529       |
| 18 | Oblast de Rivne                         | Рівненська область        | 20 047           | 1 148 456       |
| 19 | Oblast de Soumy                         | Сумська область           | 23 834           | 1 053 452       |
| 1  | Oblast de Tcherkassy                    | Черкаська область         | 20 900           | 1 178 266       |
| 2  | Oblast de Tchernihiv                    | Чернігівська область      | 31 865           | 976 701         |
| 3  | Oblast de Tchernivtsi                   | Чернівецька область       | 8 097            | 896 566         |
| 20 | Oblast de Ternopil                      | Тернопільська область     | 13 823           | 1 030 562       |
| 23 | Oblast de Transcarpatie (c.l. Oujhorod) | Закарпатська область      | 12 777           | 1 250 129       |
| 21 | Oblast de Vinnytsia                     | Вінницька область         | 26 513           | 1 529 123       |
| 22 | Oblast de Volhynie (c.l. Loutsk)        | Волинська область         | 20 144           | 1 027 397       |
| 24 | Oblast de Zaporijjia                    | Запорізька область        | 27 180           | 1 666 515       |